# Cantonul Montpezat-de-Quercy
Cantonul Montpezat-de-Quercy este un canton din arondismentul Montauban, departamentul Tarn-et-Garonne, regiunea Midi-Pyrénées, Franța.

## Comune
- Labastide-de-Penne
- Lapenche
- Montalzat
- Montfermier
- Montpezat-de-Quercy (reședință)
- Puylaroque